# 1773 w literaturze
Wydarzenia literackie w 1773 roku.

## Nowe książki
- 1771-1773 Denis Diderot - Kubuś Fatalista i jego pan
- Klopstock - Der Messias
- José Cadalso - Ocios de mi juventud

## Urodzili się
- 31 maja — Ludwig Tieck, niemiecki poeta, dramaturg, powieściopisarz, nowelista, bajkopisarz, tłumacz i krytyk (zm. 1853)